# 米尔诺赫拉德市镇
米尔诺赫拉德市级市镇（烏克蘭語：Мирноградська міська громада），是乌克兰顿涅茨克州波克羅夫斯克區的一个市镇，行政中心为米爾諾赫拉德。市镇面积为66.7平方公里，人口数量为48,894人（2020年）。

## 居民点
该市镇包括一个城市（米爾諾赫拉德）和4个村庄。